# 山中つよしの美・happy
山中つよしの美・happy（やまなかつよしのび・はっぴー）は、ABCラジオ（朝日放送）が毎週日曜日に放送していたラジオ番組である。2004年10月放送開始、2011年10月放送終了。
美容研究家・東京医科大学客員講師の山中つよしがパーソナリティを務める。化粧品・食品の研究を独自の理論に基づいて行い、サプリメントや食品添加物の問題にも精通している彼が、ラジオのパーソナリティとしてリスナーに健康を訴える。
放送日時は、毎週日曜日13時00分から13時30分。2009年4月より北陸放送、同年10月より北日本放送へのネットが始まった。2010年4月を以て北日本放送は当番組のネットを打ち切った。
同様の番組「山中つよしのビューティフルサンデー」が文化放送で放送されていた。

## 出演者
- 山中つよし

- アシスタント
  - 小寺右子（朝日放送アナウンサー）番組開始時から2006年9月まで
  - 中村智子（朝日放送アナウンサー）2006年10月-2009年4月5日まで
  - 加藤明子（朝日放送アナウンサー）2009年4月12日から2011年10月2日

- リポーター
  - 原田知恵　2007年4月-2010年4月4日
  - 伊藤加奈子　2010年4月-2011年10月2日

## 関連番組
- 「山中つよしのビューティフルサンデー」（文化放送）日曜10:00-10:30
- 「TSUYOSHI YAMANAKA MIDNIGHT TOKYO」（FM NORTHWAVE、bayfm、CROSS FM）木曜22:00-23:00

| ABCラジオ 日曜日13時台  | ABCラジオ 日曜日13時台 | ABCラジオ 日曜日13時台             |
| 前番組                  | 番組名                 | 次番組                             |
| ----------------------- | ---------------------- | ---------------------------------- |
| ぶっちぎりスポーツCHAMP | 山中つよしの美・happy  | 麻衣的亜州電波〜Mai's Asian Wave〜 |